# Самострільник Станіслав
Станіслав Самострільник (Станіслав з Кракова, Станіслав з Могили, рр. 1490—1541) — живописець польського Відродження, мініатюрист, художник-декоратор і цистерціанський чернець із Кракова, Польща. Перший польський художник, відомий по імені, які малювали в стилі Ренесанс. У церквах на півдні Польщі є багато його фресок. Найбільш відому можна побачити в Цистерціанському монастирі в Могилі. Він також визнаний за його портрет єпископа Петра Томицького в портретній галереї в костелі Святого Франциска Ассізького, Краків.

## Життя

Портрет єпископа Петра Томицького (р. 1530), Церква Святого Франциска Ассізького, Краків

Станіслав Самострільник був сином Петра та Ганни Самострільник, який жив у краківському особняку Цістерціанського ігумена з Копшивниці. Його батько, мабуть, був виробником арбалета і лука, звідси ім'я в давній Польщі (самострільник із латинського sagittator, арбалет-виробник). Самострільник після здачі необхідних іспитів увійшов до цистерцианського абатства в Могилі біля Кракова, який на той час був окремим містом, і сьогодні знаходиться в міській місцевості Кракова,Нова Хута. Завдяки Аббатському захисту, він швидко просунувся до монастирського положення в іллюмінованному рукописі. Перша повністю доведена хронологічна інформація про нього з'являється в 1506 році, коли він взявся за роботу, щоб прикрасити склепи монастиря. Його згадали як живописця з Могили, як художника з Цистерцианського абатства.  З цього часу він використовував нове ім'я Станіслаус Кларатумбензіс (Станіслав з Могили), похідне від латинського імені з Могильного абатства, Клари Тумби (Свята Могила). У 1511 р. він отримав право жити за межами монастиря і переїхав до Шидловця для роботи власника міста Кшиштофа Шидловецького, кастеляна Сандомієра, який був широко відомий як покровитель мистецтв. Станіслав Самострільник є найвідомішим за його декоративні мініатюрні картини в генеалогічній книзі сім'ї Шидловецькі (Liber genesos illustris Familiae Shidlovicae). У ході цієї роботи, як придворний живописець, він здійснив численні незначні комісії для сім'ї Шидловецьких, прикрашаючи місцеву церкву та замок. Він також служив як Кастелановський капелан у 1510—1530 роках. Від його покровителя він отримав священний костел в Грочоліці біля Цмелюва у 1513 році. У 1514 році він переїхав з Шидловецьким до Опатіва, а після його смерті  в 1532 році повернувся до Могили.

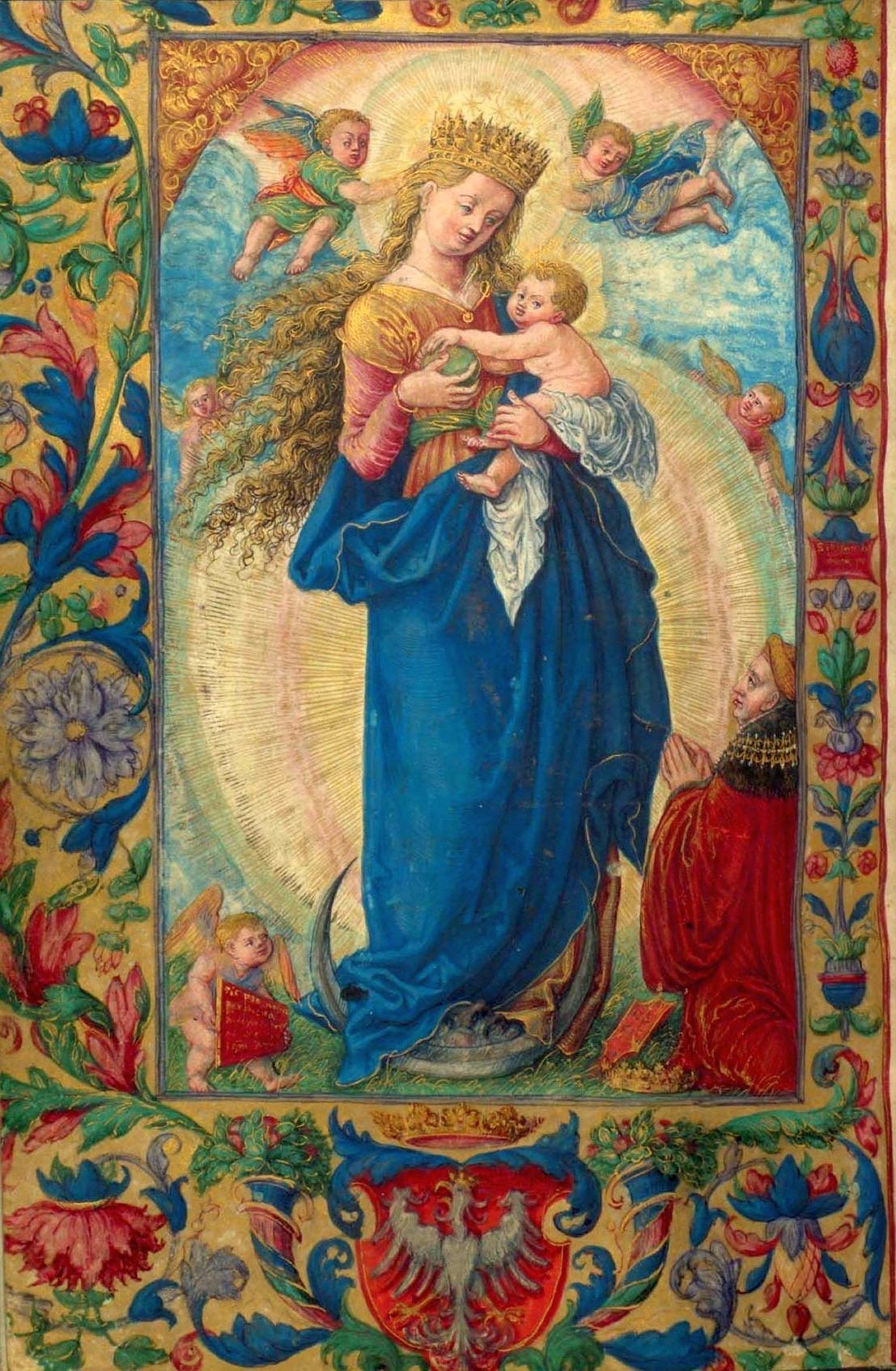
Молитовник Сигізмунда I Польща (1524), Британська бібліотека.

Після повернення він заснував свою власну майстерню в Краківі на Свіднецькій  вулиці, де він отримав замовлення від місцевих патриціата, духовенства і королівського двору (включаючи молитовник королеви Бони Сфорца). Для єпископа Петра Томицького він прикрасив Перелік єпископів з Гнєзно  Яна Длугоша (Каталог Гнезненських архієпископів) і його каплиці з Вавельського кафедрального собору. У 1534 році єпископ доручив прикрасити воскові фігури його, призначені як вотивні предмети з найважливіших святинь королівства.
Самострільник прикрасив молитовні книги принцеси Ядвіги Ягеллон (1535), документ про укладення мирного договору з Османською імперією (1533), і банер для Альбрехта Гогенцоллерна. Він також намалював релігійні сцени в церкві в Могилі, і прикрасив стелю сусідньої бібліотеки. Станіслав Самострільник помер у Могильному абатстві в 1541.

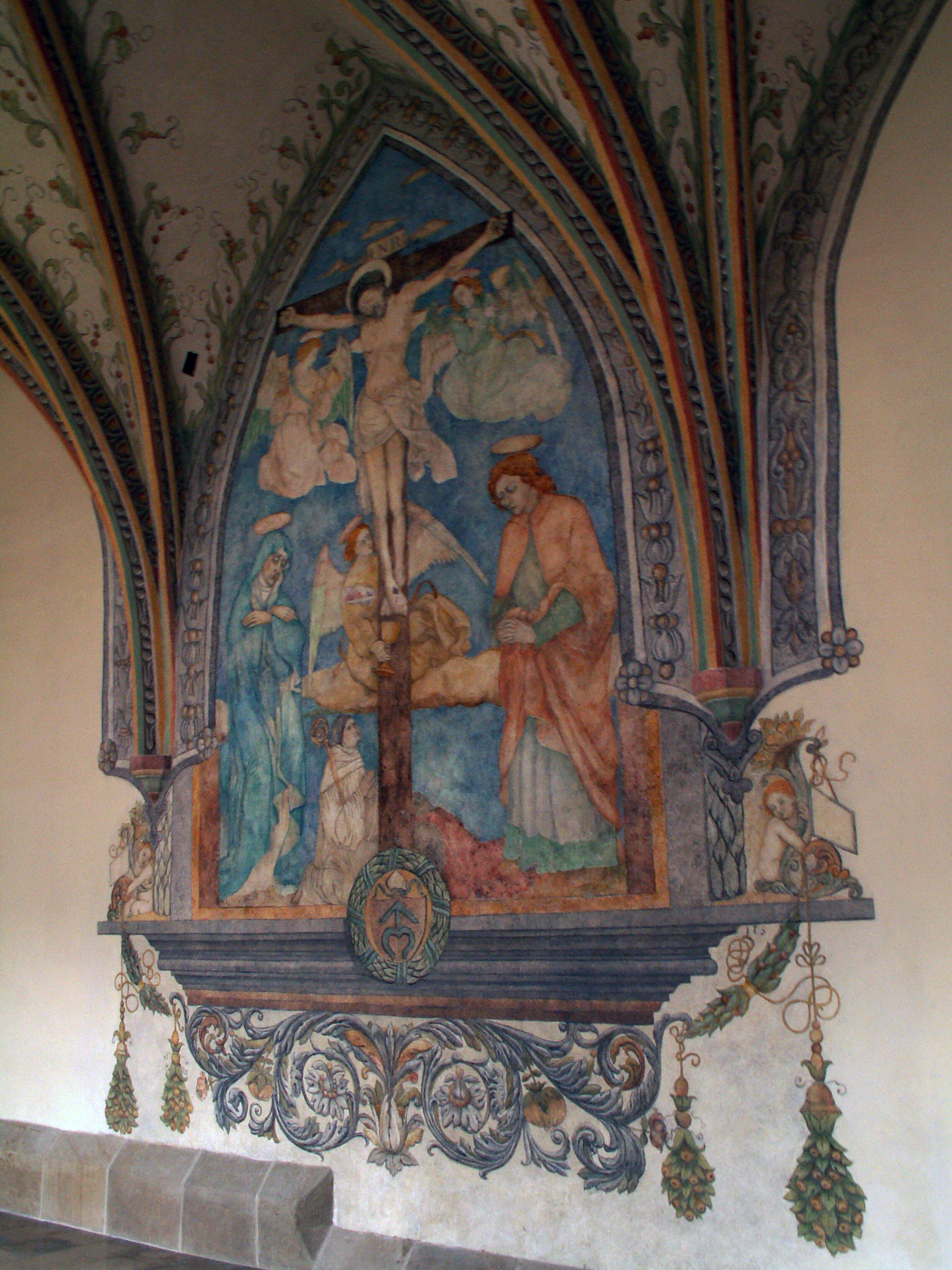
Розп'яття (поліхромна, 1530—1541), Цістерціанське абатство в Могилі.

## Роботи і стиль
Основні роботи Станіслава Самострільника включають ілюмінування чотирьох молитовників: Години короля Сигізмунда I Старого (1524, Лондон, Британська бібліотека), Години королеви Бони Сфорца (1527, Оксфорд, Бодліанська бібліотека), Кшиштофа Шидловецького молитовник (1527, тепер розділений між архівом історичного міського музею та бібліотекою Амброзіана в Мілані) і Вайтекеша Гоштутаса молитовник (1528, Мюнхен, Університетська бібліотека), разом з мініатюрами  Лібер genesos illustris сімейств Шидловецьких (1531—1532, Корнік, бібліотека Польської академії наук), Каталог Гнезненських архієпископів (1530—1535, Варшава, Національна бібліотека) і Євангелія від Петра Томицького (1534, Краків, Головні Митрополичі архіви).
Характерною особливістю мініатюр Самострільника є життя, часто контрастного кольору і Ренесансний стиль  звертається до готичної традиції, але насправді, він був дальтоником. Він також мав великий страх унікума. Приблизно з 1520 натхнення німецьких майстрів (Альбрехт Альтдорфер, Лукас Кранах Старший і Альбрехт Дюрер) того часу виявляється в його роботах, а також вплив Дунайської школи, придбаних під час його перебування у Відні, куди він відправився в 1515 як Шидловецький капелан. На додаток на Дунайську школу впливають, голландської моделі та опосередкованих зв'язки з італійським живописом (орнаментальні і геральдичні мотиви, набуті під час його перебування в Угорщині в 1514 р.) це видно в його роботі. Декоративні картини Самострільника поєднують в собі фігурні сцени і орнамент. Всі фігури не піддаються надмірній ідеалізації і характеризувались дуже індивідуально, як правило, одягнені в сучасний одяг і відповідно з тенденцією художника до портретного реалізму.

## Подальше читання
- Quinkenstein, Małgorzata Anna (2006). Stanisław Samostrzelnik (Polish) . Kórnik: Biblioteka Kórnicka Polskiej Akademii Nauk. ISBN 978-83-85213-46-8.